# On n'est pas des sauvages !
 (janvier 2010).
Si vous disposez d'ouvrages ou d'articles de référence ou si vous connaissez des sites web de qualité traitant du thème abordé ici, merci de compléter l'article en donnant les références utiles à sa vérifiabilité et en les liant à la section « Notes et références ».
Pour plus de détails, voir Fiche technique et Distribution.
On n'est pas des sauvages ! est un court métrage d'animation français sorti le 13 septembre 2000, réalisé par Aline Ahond, Marie-Christine Perrodin, Philippe Jullien et Guillaume Casset.
Il est distribué par Cinéma Public Films.